# Мравац, Аднан
Аднан Мравац (босн. Adnan Mravac; 10 апреля 1982, Баня-Лука, СФРЮ) — боснийский футболист, защитник. Выступал в сборной Боснии и Герцеговины.

## Клубная карьера
Аднан выступал за молодёжные команды «Единство» из Бихача и «Чаковец». В 2001 году начал свою профессиональную карьеру в составе норвежского «Лиллестрёма».
В 2002 году Мравац перешёл в австрийский «Маттерсбург», выступавший тогда в Первой лиге. В этом же сезоне Аднан сыграл 7 матчей, а «Маттерсбург» вышел в австрийскую Бундеслигу. В Бундеслиге Мравац дебютировал 26 июля 2003 года в матче против «Штурма» из Граца.
В «Маттерсбурге» Аднан выступал до 2009 года, когда у него закончился контракт, и руководство клуба не захотело вести переговоры о его продлении.
За клуб он провел 185 матчей и забил 3 гола. В сезоне 2005/06 команда дошла до финала кубка Австрии и на следующий год дебютировала в Кубке УЕФА. В том же сезоне 2006/07 Аднан вместе с командой добился наилучшего результата в истории клуба — 3 место в чемпионате.
Летом 2009 года Аднан в статусе свободного агента заключил контракт с бельгийским клубом «Вестерло», выступавший в Лиге Жюпиле. В Бельгии Мравац провел два года, и по итогам сезона 2010/11 вместе со своей командой завоевал путевку в Лигу Европы 2011/2012.
По окончании сезона 2010/11 Аднан возвратился в «Маттерсбург», в котором провел ещё два года. По итогам сезона 2012/13 его клуб вылетел в Первую лигу, и босниец покинул команду, перейдя в дрезденское «Динамо».
Летом 2014 года после вылета дрезденцев из Второй бундеслиги Аднан стал свободным агентом.

## Карьера в сборной
В составе сборной Боснии Аднан дебютировал 15 октября 2008 года в матче с Арменией, проходившем в рамках отборочного турнира к Чемпионату мира 2010. Мравац также играл за сборную в играх отбора к Чемпионату Европы 2012.
В настоящий момент в его активе 13 матчей в футболке национальной сборной.